# Idioma griego de Capadocia

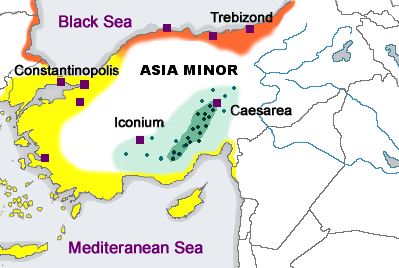
Dialectos griegos de Anatolia hasta 1923. Demótico en amarillo. Póntico en naranja. Capadocio en verde, con puntos verdes que indican aldeas griegas de Capadocia en 1910.

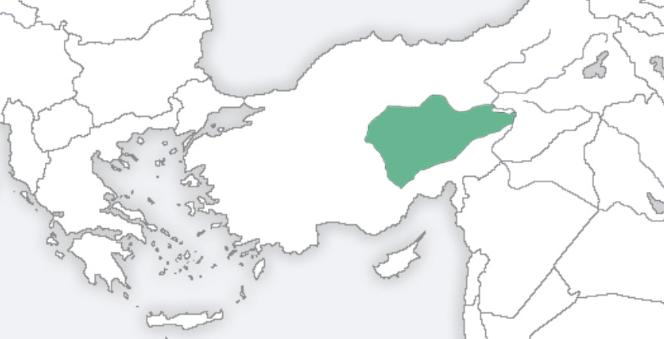
Tierra nativa de los capadocios.

El capadocio, también conocido como griego de Capadocia, griego capadocio o griego de Asia Menor (Καππαδοκική διάλεκτος en griego), es una lengua mixta hablada originalmente en Capadocia (Turquía Central) por descendientes de los pueblos pre-túrquicos de Anatolia. Originalmente divergió del griego bizantino después de que las migraciones de los turcos de Asia Central hacia lo que hoy es Turquía, a finales de la Edad Media comenzaran a aislar a los capadocios del resto del Imperio bizantino de habla griega. 
Como resultado del intercambio de población entre Grecia y Turquía en 1923, todos los hablantes que quedaban (conocidos en Turquía como rūm, y ahora denominados griegos de Capadocia) se vieron obligados a emigrar a Grecia, donde fueron reasentados en varios lugares, principalmente en Grecia Central y del Norte. Se alentó a los capadocios a cambiar al griego moderno estándar como parte de su integración en Grecia, y se pensaba que su idioma estaba extinto desde la década de 1960. Sin embargo, en junio de 2005, Mark Janse (Universidad de Gante) y Dimitris Papazachariou (Universidad de Patras) descubrieron capadocios en el centro y norte de Grecia que aún podían hablar su lengua ancestral con fluidez. Muchos son hablantes de tercera generación de mediana edad que adoptan una actitud muy positiva hacia este idioma, a diferencia de sus padres y abuelos. Estos últimos están mucho menos inclinados a hablar el capadocio y la mayoría de las veces cambian al griego moderno estándar.

## Historia e investigación
Alrededor del siglo V, la última de las lenguas nativas indoeuropeas de Asia Menor dejó de hablarse y fue reemplazada por el griego koiné. Al mismo tiempo, las comunidades de Anatolia Central se estaban involucrando activamente en los asuntos del entonces Imperio romano de Oriente, de habla griega, y algunos capadocios (ahora de habla griega), como Mauricio Tiberio (r. 582-602) y Heraclio (r. 610-641), incluso serían elevados a emperadores
El griego de Capadocia comenzó a divergir del idioma común griego medieval del Imperio bizantino seis siglos más tarde, tras la derrota de los bizantinos en la batalla de Manzikert en 1071. Esta derrota permitió a los hablantes del turco entrar en Asia Menor por primera vez, separando Capadocia del resto del mundo bizantino. En el siglo XX, el griego de Capadocia llegaría a estar fuertemente influenciado por el turco, pero a diferencia del griego moderno estándar, no estaría influenciado por el veneciano o el francés, que se introdujeron en el griego moderno durante el período de la Francocracia, cuando esos grupos comenzaron a gobernar en Grecia después del Sitio de Constantinopla (1204) de la Cuarta cruzada.
Los registros más antiguos de esta lengua se encuentran en los poemas macarónicos del persa Yalal ad-Din Muhammad Rumi (1207-1273), que vivía en Iconium (Konya), y en algunos ghazales de su hijo el Sultán Walad. La interpretación de los textos en lengua griega es difícil, ya que están escritos en escritura árabe y, en el caso de Rumi, sin puntos vocales.  La edición de Dedes (Δέδες) es la más reciente.
A principios del siglo XX, muchos capadocios se habían pasado al turco por completo (pero escrito con el alfabeto griego, Karamanlidika). Donde se mantuvo el griego (numerosos pueblos cerca de Kayseri, incluidos Misthi, Malakopea, Prokopion, Karvali, y Anakou), se vio fuertemente influenciado por el turco que le rodeaba. Sin embargo, casi no existen documentos escritos en capadocio medieval o moderno temprano, ya que el idioma era, y sigue siendo esencialmente, un idioma hablado. Los que estaban educados para leer y escribir, como los sacerdotes, lo harían en el griego literario más clasicista. Los primeros estudios externos sobre el capadocio hablado datan del siglo XIX, pero generalmente no son muy precisos.
Uno de los primeros estudios documentados fue Modern Greek in Asia Minor: A study of dialect of Silly, Cappadocia and Pharasa (Cambridge: Cambridge University Press, 1916), de Richard MacGillivray Dawkins (1871–1955), entonces miembro del Emmanuel College, Cambridge y más tarde el primer profesor "Bywater and Sotheby" de lengua y literatura griega bizantina y moderna en la Universidad de Oxford, basado en el trabajo de campo realizado por el propio autor en Capadocia en 1909-1911.
Después del intercambio de población, varios dialectos capadocios han sido descritos por colaboradores del Centro de Estudios de Asia Menor (Κέντρον ΜικρασιατικΣν Σπουδών) en Atenas: uluağaç (I. I. Kesisoglou, 1951), aravan (D. Phosteris e I. I. Kesisoglou, 1960), axo (G. Mavrochalyvidis e I. I. Kesisoglou, 1960) y anaku (A. P. Costakis, 1964), resultando en una serie de gramáticas (aunque lamentablemente no se cubrieron todos los pueblos de Capadocia).
En los últimos años, el estudio del capadocio ha experimentado un resurgimiento tras el trabajo pionero sobre contacto lingüístico, criollización y lingüística genética (Berkeley: University of California Press, 1988) de Sarah Gray Thomason y Terrence Kaufman, y una serie de publicaciones sobre varios aspectos de la lingüística de Capadocia por Mark Janse, profesor de la Academia Roosevelt, quien también ha contribuido con una revisión gramatical del capadocio y un próximo manual sobre dialectos griegos modernos editado por Christos Tzitzilis (Universidad Aristóteles de Tesalónica). Los recientes descubrimientos de hablantes del capadocio por Janse y Papazachariou dará como resultado el lanzamiento de un nuevo diccionario y una recopilación de textos.
El griego de Capadocia es bien conocido en la literatura lingüística por ser uno de los primeros casos bien documentados de muerte lingüística y, en particular, la importante mezcla de características lingüísticas no indoeuropeas en una lengua indoeuropea. Este proceso fue más pronunciado en el suroeste de Capadocia e incluyó la introducción de la armonía vocálica y el orden de palabras con verbo al final.

## Características
El elemento griego del capadocio es en gran medida bizantino, por ejemplo, θír o tír, 'puerta' del griego (antiguo y) bizantino θύρα (griego moderno, θύρα), píka o épka, 'hice' del griego bizantino έποικα (griego moderno, έκανα). Otros arcaísmos prebizantinos son el uso de los adjetivos posesivos mó(n), só(n) etc., del griego antiguo ἐμός, σός, etc. y la formación del imperfecto mediante el sufijo -išk- del sufijo iterativo del griego antiguo (jónico), -(e)sk-. La influencia turca aparece en todos los niveles. El sistema de sonido del capadocio incluye las vocales turcas ı, ö, ü y las consonantes turcas b, d, g, š, ž, tš, dž (aunque algunas de estas también se encuentran en palabras griegas como resultado de la palatalización).
La armonía vocálica turca se encuentra en formas como düšündǘzu, 'pienso', aor. 3sg düšǘntsü < düšǘntsi (Malakopi), del turco düşünmek, patišáxıs < patišáxis, 'rey' (Delmeso), del turco padişah. La morfología lingüística de los sustantivos del capadocio se debe al surgimiento de una declinación aglutinante generalizada y la pérdida progresiva de las distinciones gramaticales de género, por ejemplo, to néka, 'la mujer (neutra) (femenina)', genitivo néka-ju, plural nékes, genitivo nékez-ju (uluağaç). Otra característica turca es la marca morfológica de precisión en el caso acusativo, por ejemplo, líkos, 'lobo (nominativo / acusativo indefinido sin marcar)' vs. líko, 'lobo (acusativo definido marcado)'.
Las formas aglutinantes también se encuentran en el sistema verbal, como el pluscuamperfecto írta ton, 'había venido' (literalmente, 'vine, estaba') (Delmeso) en el modelo del turco geldi idi (geldiydi). Aunque el orden de las palabras del capadocio se rige esencialmente por consideraciones discursivas como el tema y el enfoque, existe una tendencia hacia el orden turco de las palabras sujeto-objeto-verbo con sus correlatos tipológicos (sufijos y modificadores gramaticales prenominales).
Lo que tienen en común todos los dialectos griegos de Capadocia es que evolucionaron del griego bizantino bajo la influencia del turco. Por otro lado, esos dialectos evolucionaron en pueblos aislados, lo que ha dado lugar a varios dialectos griegos de Capadocia.

## Revitalización
Aunque hubo algún tiempo que se creyó que el griego de Capadocia era una lengua muerta, el descubrimiento de una población de hablantes ha llevado a un aumento de la conciencia de su valor, tanto desde dentro como de fuera de la comunidad de Capadocia en Grecia. En el documental Last Words, que va siguiendo los pasos a Mark Janse por su paso por las aldeas de habla capadocia en el continente griego, se ve a los miembros de la comunidad animándose unos a otros a usar su dialecto para utilizarlo en su vida ordinaria, como contar chistes. Los miembros de estos pueblos, incluidos personajes tan notables como el obispo, relatan sentirse conmovidos por una presentación que Janse dio en capadocio durante una visita a la región. El obispo llegó a decir que el discurso de Janse 'les ha quitado la vergüenza'. El proceso de revitalización se ve a través de ejemplos como este, donde los hablantes han comenzado a recuperar su identidad y abrazar su lengua materna. Además, las generaciones más jóvenes están adoptando el poder de la tecnología para difundir esta concienciación, utilizando las redes sociales en el idioma para informar a la población griega.

## Dialectos
- Capadocio del noreste (Sinasos, Potamia, Delmeso)
- Capadocio del noroeste (Silata o Zila, Anaku, Flojita, Malakopi)
- Capadocio del centro (Axo; Misthi) (Ver Misthiotica)
- Capadocio del suroeste (Aravan, Gurzono; Fertek)
- Capadocio del sudeste (Oulagatz (Uluağaç), Semendere)